# تان تين دو
تان تين دو (بالفيتنامية:|Đỗ Thanh Thịnh)، من مواليد 18 أغسطس 1998م، وهو لاعب كرة قدم فيتنامي محترف، يلعب مع نادي إس إتش بي دا نانغ منذ عام 2016م، شارك مع زملائه في التشكيلة الثابتة للمنتخب الفيتنامي لبطولة كأس العالم تحت 20 سنة، والتي أستضافته كوريا الجنوبية سنة 2017م.